# Yrsa Stenius
Yrsa Carola Stenius, född 7 januari 1945 i Helsingfors i Finland, död 18 maj 2018 i Sofia församling i Stockholm, var en finlandssvensk journalist, författare och krönikör. Hon har varit chefredaktör för Arbetarbladet och Aftonbladet samt Allmänhetens pressombudsman.

## Biografi
Stenius avlade studentexamen vid Nya svenska samskolan och studerade nordisk litteratur och filologi vid Helsingfors universitet. Hon var chefredaktör för finlandssvenska Arbetarbladet 1973–1979. Hon var från 1978 fram till sin död bosatt i Sverige, och var verksam på Aftonbladet från 1979, där hon även var chefredaktör 1982–1987. Hon skrev även för finska Uutispäivä Demari.
Som författare gav hon ut flera faktaböcker, bland annat en biografisk analys över Albert Speer (1980) samt en biografi om Jussi Björling (2002). Stenius var också styrelseledamot i Styrelsen för psykologiskt försvar[när?] och ledamot i det etiska råd som behandlade efterspelet till Estoniakatastrofen.
Yrsa Stenius tillträdde ämbetet som Allmänhetens pressombudsman (PO) den 17 september 2007 efter Olle Stenholm. I mars 2010 uttalade Expressens chefredaktör Thomas Mattsson att Expressen i fortsättningen skulle vägra kommunicera med Stenius. Kontroversen gällde tidningens artiklar om att Jan Guillou arbetat för den sovjetiska underrättelsetjänsten KGB, artiklar som Stenius kritiserat. Mattsson menade bland annat att Stenius inte förmått tolka Expressens inlagor till PO på ett korrekt sätt. Flera andra journalister och publicister krävde i samband med detta hennes avgång, medan andra hävdade att Stenius hade rätt i sak eller att en bojkott mot PO skulle skada det pressetiska systemet. Även Stenius själv uttalade sig i samma banor.
När Stenius kontrakt löpte ut hösten 2010 erbjöds hon att stanna som PO i ytterligare tre år. Hon valde dock att lämna posten våren 2011 och efterträddes då av Ola Sigvardsson.
Stenius var[när?] en av sex medlemmar i den särskilda nämnden för dödförklaring som hanterar fall då en försvunnen person är att anse som död.
Hon var dotter till Olof Stenius och syster till Geo Stenius.